# Hadena bella
Hadena bella är en fjärilsart som beskrevs av Augustus Radcliffe Grote 1883. Hadena bella ingår i släktet Hadena och familjen nattflyn. Inga underarter finns listade i Catalogue of Life.